# Карстен Вархолм
Карстен Вархолм (на норвежки: Karsten Warholm) е норвежки състезател по лека атлетика.
Роден е в Улстайнвик, Норвегия. Той е олимпийски шампион от игрите в Токио (2020). Двукратен световен шампион е през 2017 и 2019 г. Европейски шампион е през 2018 г. и на закрито през 2019 г. През юли 2021 г. подобрява собствения си световен рекорд – за 46,70 сек пробягва 400 метра с препятствия, като го подобрява със 76 стотни, отбелязвайки 45,94 сек. Има 12 победи в Диамантената лига.